# Accidente ferroviario de Cerrillos de 1956
El accidente ferroviario de Cerrillos fue un suceso ocurrido el martes 14 de febrero de 1956 en la comuna de Cerrillos, ubicada al poniente de la ciudad de Santiago en la actual Región Metropolitana, entre dos trenes excursionistas que trasladaban veraneantes desde la estación Alameda con dirección a estación de Cartagena, en el sector costero de la entonces provincia de Santiago. Tuvo un desenlace de 23 muertos y 198 heridos. El accidente ocurrió siete meses después del accidente ferroviario en la estación de San Bernardo en julio de 1955.

## Detalles
El accidente ocurrió a las 8:12 del 14 de febrero de 1956 en el tramo comprendido entre el paradero Cerrillos de la zona homónima, y la Estación Maipú; el paradero Cerrillos, que servía como sitio de detención del ramal, era la estación más próxima al accidente. El ferrocarril había salido desde la Estación Alameda 12 minutos antes de la hora del choque.
Aproximadamente en el punto kilométrico 7.0, el tren número 113, con aproximadamente 200 pasajeros que viajaban en vagones de madera hacia el balneario de Cartagena, tuvo que detenerse debido a la rotura de una manguera de aire del sistema de frenos. El maquinista de dicho convoy era Miguel Montecinos Espinoza, mientras que el fogonero era Leonardo González y el conductor era Hugo Marín.
Una segunda máquina, el tren especial número 818 —cuyo maquinista era Pedro Figueroa Muñoz, su fogonero era Sergio Devia y su conductor era Luis Vásquez Bravo— y que transportaba miembros del Sindicato de Operadores de Cine y sus familiares a Cartagena, que había salido en la misma dirección y que había asumido que tenía 12 minutos de diferencia con la máquina que le antecede, sumado con el nulo sistema de comunicaciones de la época, termina con su locomotora incrustada en los dos últimos vagones de madera del primer tren, que eran tercera clase, produciendo la muerte y lesiones de la mayoría de los ocupantes de esos carros. El maquinista del tren que infringió el daño, Pedro Figueroa Muñoz, temiendo por su integridad, escapa y se esconde en la Estación Maipú.

## Rescate y víctimas
Las primeras personas en auxiliar a las víctimas del accidente fueron trabajadores de los predios ubicados en las comunas de Cerrillos y Maipú, los cuales además llamaron a las autoridades y servicios de emergencia para que empezaran las actividades de socorro. En las labores de ayuda cooperaron bomberos, carabineros, Defensa Civil y los servicios de salud pública, quienes despacharon de inmediato las ambulancias al sitio del suceso, quienes trasladaron a los heridos a los hospitales San Juan de Dios, Posta Central y Posta 3. En las horas posteriores al accidente el presidente de la república Carlos Ibáñez del Campo, solicitó una investigación para esclarecer el suceso.
Como consecuencia del accidente, 23 personas fallecieron y 158 terminaron con diversos grados de lesiones.

## En la cultura popular
- Se ha especulado sobre la existencia de un supuesto tren fantasma o tren del infierno que a altas horas de la madrugada transita por las vías férreas, haciendo sonar su pito. Se dice que es el tren con los fantasmas de las víctimas de este accidente.[7][8][9]